# 松山短期大学
松山短期大学（日语：／ Matsuyama Tanki Daigaku *）是一所位于日本爱媛县松山市的私立短期大学。

## 概要

### 简介
- 短期大学为于1952年开办、由学校法人松山大学经营[1]。招収男女学生从开办[2]。

### 历史
- 1952年 松山商科大学短期大学部成立并同时设置商科第二部。
- 1989年 改校名为松山短期大学[1]

### 宪章
- 请参看松山短期大学的标志 （页面存档备份，存于） （日語） 2015年1月9日阅览。

## 学校环境
- 校区：在爱媛县松山市

## 历任校长
- 清野良荣：现在短期大学校长[3]。

## 组织

### 学科
- 商科第二部

### 专科
| - 没有 |

### 业余课程
| - 没有 |

## 相关链接
- 日本短期大学列表